# Tamara de Lempicka
Tamara Łempicka (pronunciado Uempitsca), nacida Tamara Rosalia Gurwik-Górska, también conocida como Tamara de Lempicka y como Tamara Lempicka (Varsovia, Polonia, 16 de mayo de 1898 – Cuernavaca, México, 18 de marzo de 1980), fue una pintora polaca que alcanzó la fama en Europa, sobre todo en Francia y Estados Unidos, con sus retratos y desnudos de estilo art déco.
Nació en un ambiente de lujos y abundancia y fue educada en un entorno femenino por su abuela, su madre y su tía. Durante su infancia viajó, tomó lecciones de arte y aprendió idiomas y buenos modales. En 1918 se casó con Tadeusz Łempicki, con quien se mudó a París, donde continuó sus estudios de pintura. 
Desde sus primeras obras Lempicka buscó representar la figura humana. Al respecto comentó Germain Bazin: «Un cuadro de Tamara se representa en general como un bajorrelieve de una sola figura de volúmenes poderosos que llena todo el campo del lienzo, hasta el punto en que, a menudo, la cima de la cabeza está cortada por el borde superior».
Durante los años veinte Lempicka asistió a clases con Maurice Denis en la Académie Ranson y posteriormente fue discípula del artista francés André Lhote en la Académie de la Grande Chaumière.
Influenciada por el cubismo, Lempicka es considerada una de las mayores representantes del estilo art déco en dos continentes. Fue la artista favorita de muchas estrellas de Hollywood y se la denominó "la baronesa con pincel".

## Biografía
La versión oficial es que nació en Varsovia, aunque se piensa que podría haber nacido en Moscú. Esta lectura de los hechos sustenta que cambió su lugar de nacimiento porque, al ser su padre judío, tuvo la necesidad de mentir sobre sus orígenes para poder salir de Europa en 1939. Incluso se piensa que cambió su fecha de nacimiento. Posteriormente se descubrió que su nombre de nacimiento fue Tamara Rosa Hurwitz.
Nació en el seno de una familia acaudalada, siendo desde pequeña una niña autoritaria y con carácter. Su madre era Malwina Dekler, una mujer de sociedad judía. Su padre fue un abogado judío de origen ruso que trabajaba para una comercializadora francesa, llamado Boris Gurwik-Górski. Fue la segunda de tres hijos y asistió a un internado en Lausana, Suiza. En 1910, con tan solo 12 años, pintó un retrato de su hermana que sería su primer trabajo. Esto fue a raíz de que su madre pidiera a un famoso artista un retrato de cada uno de sus hijos, pero Lempicka no quedó satisfecha con el resultado porque decía «que no era ella en ese retrato». Fue en este momento cuando realizó su primera pintura:
Mi madre decidió encargar unos retratos a una mujer famosa que trabajaba con colores pastel. Me senté quieta durante horas, fue una tortura. Más tarde, torturaría a otros que se sentarían para mi. Cuando terminó, no me gustó el resultado, no era preciso. Las líneas no estaban limpias. No era yo. Decidí que yo lo podía hacer mejor. No conocía las técnicas. Nunca había pintado, pero esto no era importante. Mi hermana tenía dos años. La obligué a sentarse y la pinté hasta que finalmente tuve un resultado. Era imperfecto, pero se pareció más a mi hermana que el que la famosa artista hizo de mí.
Pasó el invierno de 1911 con su abuela en Italia, viaje en el que descubrió su pasión por el arte. Fueron a ciudades como Roma, Florencia o Monte Carlo. Las visitas a los museos de Venecia, Florencia y Roma la llevaron a tener una gran pasión por el arte renacentista italiano, que predomina en sus trabajos durante los años veinte y treinta.
En 1912 sus padres se divorciaron y Lempicka se mudó a San Petersburgo con su tía Stefa, una mujer bien acomodada en la sociedad rusa. Cuando su madre se casó por segunda vez, Tamara decidió irse a vivir por su cuenta y pronto encontró al hombre con el que se casaría: gracias a los contactos de su tío, conoció al abogado polaco Tadeusz Łempicki (1888-1951). La familia de Lempicka le ofreció al abogado una gran dote para que se casara con ella y la boda tuvo lugar en la capilla de los Caballeros de Malta en San Petersburgo en 1916. La pareja llevó una vida lujosa hasta que estalló la revolución de octubre de 1917.
Su marido fue encarcelado por los bolcheviques y Lempicka tuvo que buscarlo en varias cárceles. Con la ayuda del cónsul sueco logró sacarlo de prisión para trasladarse a Copenhague. Posteriormente se mudaron a Londres y finalmente a París, donde también escapó su familia. 
Se establecieron en París en 1918, donde nació Kizette, su única hija. La carrera de Tamara de Lempicka comenzaría en 1922. Allí, en París, se relacionó con personas asociadas al movimiento artístico art déco. Poco después de nacer su hija, la familia pasó malos momentos económicos, por lo que su hermana Adrienne le sugirió que estudiara pintura. Por lo tanto, y en calidad de refugiada, tomó clases de pintura con Maurice Denis en la Académie Ranson y con André Lhote en la Académie de la Grande Chaumière. Ambos artistas influyeron su trabajo, sobre todo este último. Lo que hizo a Lhote particularmente importante para De Lempicka, como ejemplo y como maestro, fue la aceptación del papel decorativo de la pintura, y también su intento de fusionar los elementos de abstracción cubista y la interrupción de la perspectiva convencional con la tradición figurativa clásica. El estilo de De Lempicka se identificaba como “cubismo suave”. Sus primeras pinturas fueron sobre la vida de su hija Kizette y sus vecinos, así como varios retratos. Vendió estas primeras obras a través de la Galerie Colette-Weil, lo que le permitió exponer en el Salon des independientes, el Salon d'automne y el Salon des moins de trente ans. Sin embargo no empezará a cobrar cierta popularidad hasta 1922, cuando exhibe su trabajo en el Salon d'automne, aunque no aparecía como mujer en los catálogos, ya que en ese momento firmaba sus cuadros con su patronímico masculino "Lempitzki."
Su éxito comenzó en 1925 con la Exposición Internacional de Artes Decorativas e Industriales Modernas, que más tarde dio su nombre al estilo art déco. Expuso sus pinturas en dos de los salones más importantes: el Salon des Tuileries y el Salon des femmes peintres. Sus cuadros fueron vistos por periodistas estadounidenses del Harper's Bazaar y otras revistas de moda, y su nombre se hizo conocido. En el mismo año tuvo su primera exposición importante en Milán, Italia, organizada para ella por el conde Emmanuele Castelbarco. Para esta exposición De Lempicka pintó 28 nuevas obras en seis meses, un esfuerzo supremo considerando que cada retrato le tomaba cerca de tres semanas de trabajo.
En 1927 De Lempicka gana su primer premio importante; sería el primer premio de la Exposición Internacional de Burdeos por su retrato Kizette en el balcón. En 1929 otro retrato de su hija Kizette en su primera comunión, ganó una medalla de bronce en la Exposición internacional en Poznań, Polonia. También en 1929 se divorcia de Tadeusz. Ese mismo año conoce al barón húngaro Raoul Kuffner de Diószegh (1886-1961), un coleccionista de su obra. Él le encargó pintar a su amante, la bailarina española Nana de Herrera. Lempicka terminó el retrato, aunque no fue nada halagador, y tomó el lugar como la amante del barón. Compró un apartamento en la rue Méchain en París y lo hizo decorar por el arquitecto modernista Robert Mallet-Stevens y su hermana Adrienne de Montaut, con mobiliario de Rene Herbst. Su hogar adquirió cierta fama ya que los interiores austeros y funcionales aparecieron en varias revistas de decoración.
Viajó a los Estados Unidos por primera vez en 1929 para pintar un retrato de la prometida del petrolero estadounidense Rufus T. Bush y para organizar una muestra de su trabajo en el Instituto Carnegie en Pittsburgh. La exposición fue un éxito, pero el dinero que ganó se perdió cuando el banco en el que llevó a cabo la operación económica quebró tras el colapso del mercado de valores de 1929, más conocido como el crack del 29. La carrera de Lempicka alcanzó su punto álgido durante la década de 1930. En 1932 viajó a España y pintó retratos del rey Alfonso XIII y la reina Isabel de Grecia. En esta época, los museos comenzaron a coleccionar sus obras. En 1933 viajó a Chicago, donde se mostraron sus cuadros junto a los de Georgia O'Keeffe, Santiago Martínez Delgado y Willem de Kooning. A pesar de la Gran Depresión continuó recibiendo encargos y mostró su trabajo en varias galerías de París. 
La esposa del barón Kuffner murió en 1933 y De Lempicka no tardó en casarse con él, el 3 de febrero de 1934 en Zúrich. Estaba alarmada por el ascenso de los nazis y convenció a su esposo para que vendiera la mayor parte de sus propiedades en Hungría y trasladara su patrimonio a Suiza.
En el invierno de 1939, tras el estallido de la Segunda Guerra Mundial, Lempicka y el barón Kuffner se mudaron a los Estados Unidos, estableciéndose primero en Los Ángeles. La Galería Paul Reinhard organizó una muestra de su trabajo, y poco después se mudaron a Beverly Hills, California, instalándose en la antigua residencia del director de cine King Vidor. Se organizaron exposiciones de su obra en la Galería Julian Levy en Nueva York, las Galerías Courvoisier en San Francisco y el Instituto de Arte de Milwaukee, pero no tuvieron el éxito que esperaba. Su hija Kizette pudo escapar de la Francia ocupada y se unió a ellos en Los Ángeles en 1941. Kizette se casó con un geólogo de Texas, Harold Foxhall. En 1943 el barón Kuffner y de Lempicka se mudaron a la ciudad de Nueva York.
En los años de la posguerra continuó una vida social frenética, pero tenía menos encargos para los retratos de la sociedad. Su estilo art deco parecía anticuado en el período del modernismo de posguerra y el expresionismo abstracto. Extendió sus temas para incluir bodegones y en 1960 comenzó a pintar obras abstractas y a usar una espátula en lugar de su suave pincelada. A veces reelaboraba piezas anteriores en su nuevo estilo. Por ejemplo, la nítida y directa Amethyste (1946) se convirtió en Chica rosa con guitarra (1963). Tuvo una exposición en la Galería Ror Volmar en París en mayo y junio de 1961, pero no revivió su éxito anterior.
El barón Kuffner murió en noviembre de 1961. Después de su muerte, Lempicka vendió muchas de sus posesiones e hizo tres viajes alrededor del mundo en barco. En 1963 se mudó a Houston, Texas, para estar con Kizette y su familia y se retiró de su vida como artista profesional. Continuó repintando sus trabajos anteriores. Por ejemplo, repitió su conocido Autorretrato en un Bugatti verde (1929) dos veces entre 1974 y 1979; Autorretrato III fue vendido. El interés por el art déco volvió a surgir a finales de la década de los 1960, por lo que su trabajo se expuso en la Galería Luxemburg en París en 1972 y tuvo buenas críticas.
Poco después de esto dejó la vida social y en 1974 se trasladó a Cuernavaca, México. En 1979 Kizette se mudó a este mismo lugar para cuidar de su madre. De Lempicka murió el 18 de marzo de 1980. Siguiendo sus deseos, sus cenizas fueron esparcidas sobre el volcán Popocatépetl. La última obra que pintó fue la cuarta copia de su pintura de San Antonio.

## Obra

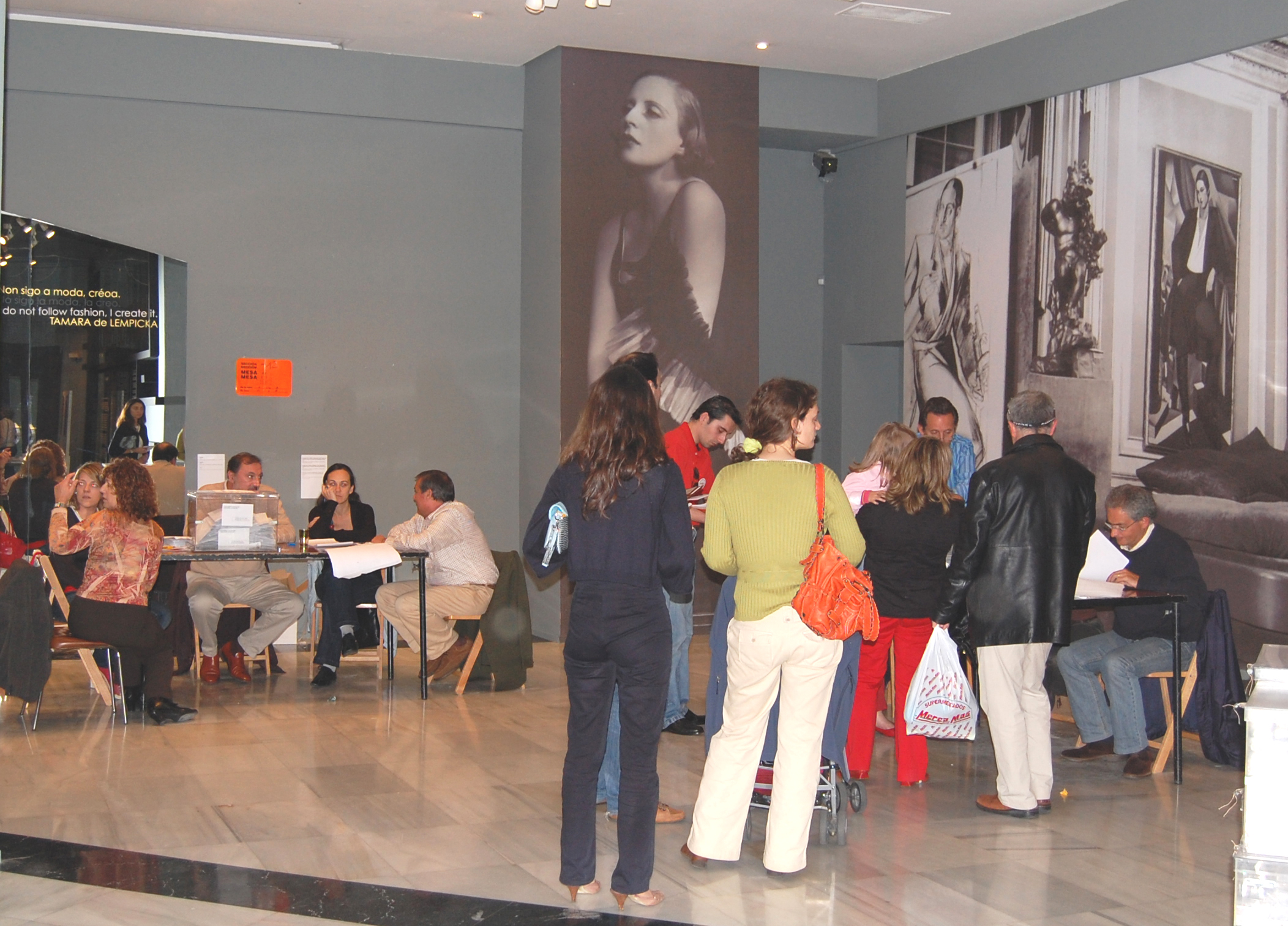
Galería de arte con algunas obras de Tamara de Lempicka en Vigo, España.

Su producción se centra en retratos femeninos y en desnudos de ambos sexos. Siguiendo la tendencia de la pintura art decó, pintaba mujeres etéreas, con ropajes flotantes y dedos largos, si bien dan una impresión férrea y escultural por la pincelada pulida y los marcados contrastes de luces y sombras. Sus influencias principales son Botticelli, Bronzino, el retrato manierista en general y el cubismo, pero sin llegar al arte abstracto. Curiosamente, Lempicka empleaba este eclecticismo o fusión de estilos antiguos para representar temas actuales, donde las figuras visten ropajes y peinados de moda. 
Otro de sus maestros e influencias fue André Lhote, que le enseñó a seguir una forma de cubismo más suave y refinada que no sorprendía al espectador. Su cubismo estaba lejos del de Pablo Picasso o Georges Braque; para ella, Picasso "encarnaba la novedad de la destrucción". Aunque De Lempicka era crítica con las obras de Picasso, tomó algunas influencias de sus creaciones para sus desnudos, especialmente de una obra llamada Desnudo sentado, pintada en 1923. También tuvo en cuenta  a finales de los años 1920 la influencia de Cocteau, generando así unas pinturas en las cuales trataba de englobar lo moderno, lo ilustrativo y lo comercial. Lempicka combinó este suave cubismo con un estilo neoclásico, inspirado en gran parte por Ingres, particularmente su famoso Baño turco, con sus desnudos exagerados llenando el lienzo. Su pintura La Belle Rafaëlla fue especialmente influenciada por este pintor. La técnica de Lempicka, siguiendo a Ingres, era limpia, precisa y elegante, pero al mismo tiempo cargada de sensualidad. Los elementos cubistas de sus pinturas generalmente estaban en el fondo. Las texturas suaves de la piel y los tejidos igualmente lisos y luminosos de la ropa fueron los elementos dominantes de sus obras.
En 1929, Lempicka pinta una de sus obras más conocidas, Autorretrato en Bugatti verde, para la portada de la revista de moda alemana Die Dame. El cuadro la mostraba al volante de un coche Bugatti con un casco de cuero y guantes y envuelta en una bufanda gris, un retrato de belleza fría, independencia, riqueza e inaccesibilidad. En esta obra, Tamara de Lempicka recuerda la trágica muerte de la bailarina estadounidense Isadora Duncan, que murió estrangulada en 1927, cuando su largo chal se enredó en una de las ruedas posteriores de su Bugatti. Con este cuadro, De Lempicka quería expresar dos cosas: el auge de las industrias mecanizadas y el coche como símbolo de la emancipación de la mujer.
Aunque sus obras más populares son desnudos, también retrató a su hija Kizette y especialmente a aristócratas ricos de París y Nueva York. Los desnudos son generalmente femeninos, ya sea representados solos o en grupos; Adán y Eva (1932) presenta uno de sus pocos desnudos masculinos. Después de mediados de la década de 1930, cuando sus retratos art decó pasaron de moda y "una grave crisis mística, combinada con una profunda depresión durante una recesión económica, provocó un cambio radical en su trabajo", comenzó a pintar temas menos frívolos en el mismo estilo. Pintó varias Madonnas y mujeres con turbante inspiradas en pinturas renacentistas, así como temas más tristes como en La Madre Superiora (1935), una imagen de una monja con una lágrima rodando por su mejilla y como en Escape (1940), que representa a refugiados. 
Lempicka muestra elementos del surrealismo en pinturas como Mano Surrealista (1947) y en algunos de sus bodegones, como La llave  (1946). Entre 1953 y principios de la década de 1960, Lempicka pintó abstracciones que tienen una similitud estilística con el purismo de la década de 1920. Sus últimos trabajos, pintados en tonos cálidos con una espátula, generalmente han sido considerados los menos exitosos.
Su estética ha atraído a estrellas del espectáculo como Barbra Streisand, Jack Nicholson y Madonna, de quienes se dice que coleccionan sus pinturas. Madonna se inspiró en ella para su vídeo musical Vogue, de 1990. También aparece un cuadro de Tamara en el vídeo musical de la canción Open Your Heart, de la misma cantante.
En 1990, Pablo Sodor estrena en Argentina TAMARA (The Living Movie) que recrea de una forma teatral nunca vista hasta entonces la visita de la pintora a Il Vittoriale degli Italiani, la casa del poeta Gabriele d’Annunzio.
En el año 2018 se organiza en el Palacio de Gaviria de Madrid la primera retrospectiva de la artista en España.